# Frank Silvera
Pour les articles homonymes, voir Silvera.

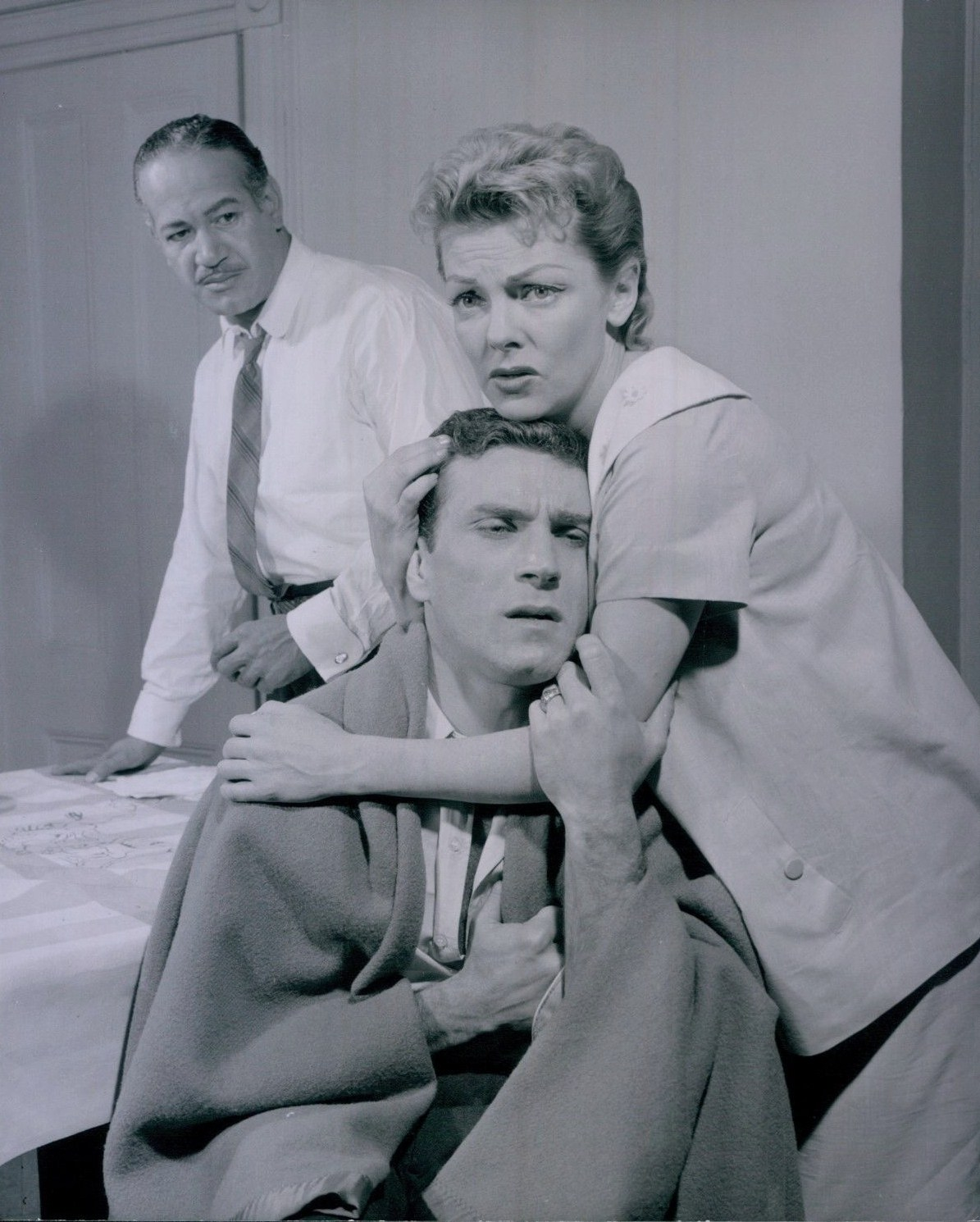
De g. à d. : Frank Silvera, Mark Richman et Vivian Blaine, dans A Hatful of Rain (Broadway, 1956)

Frank (Alvin) Silvera est un acteur américain d'origine jamaïcaine, né le 24 juillet 1914 à Kingston (Jamaïque ; alors Empire britannique) et mort le 11 juin 1970 à Pasadena (Californie).

## Biographie
Au théâtre, Frank Silvera joue notamment à Broadway (New York), où il débute en 1940. Là, ses deuxième et troisième pièces sont Camino Real (en) de Tennessee Williams (1953, avec Joseph Anthony et Jo Van Fleet) et Colombe de Jean Anouilh (1954, avec Julie Harris dans le rôle-titre et Eli Wallach).
Par la suite à Broadway, citons également A Hatful of Rain de Michael V. Gazzo (1955-1956, avec Ben Gazzara puis Steve McQueen, Shelley Winters puis Vivian Blaine) et La Dame aux camélias d'Alexandre Dumas fils (1963, avec Susan Strasberg dans le rôle-titre et Lou Antonio).
Sa dernière pièce à Broadway (dont il est en outre le metteur en scène) est Le Coin des Amen (en) de James Baldwin (avec Juanita Moore), représentée en 1965.
Au cinéma, il contribue à vingt-cinq films américains, les quatre premiers sortis en 1952 (dont Viva Zapata ! d'Elia Kazan, avec Marlon Brando).
Il tourne dans les deux premiers longs métrages de Stanley Kubrick, Fear and Desire (1953, avec Paul Mazursky) et Le Baiser du tueur (1955, avec Jamie Smith et Irene Kane). Ultérieurement, mentionnons La Diablesse en collant rose de George Cukor (1960, avec Anthony Quinn et Sophia Loren), ainsi que les westerns L'Homme de la Sierra de Sidney J. Furie (1966, avec Marlon Brando et Anjanette Comer) et Hombre de Martin Ritt (1967, avec Paul Newman et Fredric March).
Son dernier film est le western Valdez d'Edwin Sherin (en) (avec Burt Lancaster et Susan Clark), sorti le 9 avril 1971, près de dix mois après sa mort prématurée accidentelle, à 55 ans, à la suite d'une électrocution.
Pour la télévision, Frank Silvera contribue à quarante-huit séries entre 1949 et 1971 (diffusion posthume), dont Au nom de la loi (un épisode, 1958), La Quatrième Dimension (un épisode, 1962), Les Mystères de l'Ouest (un épisode, 1967) et Le Grand Chaparral (quatorze épisodes, 1967-1970, dans le rôle récurrent de Don Sebastian Montoya).
S'ajoutent trois téléfilms, les deux premiers diffusés en 1968 et 1971 (chacun en deux parties, dans le cadre de l'émission Le Monde merveilleux de Disney) ; le troisième, tourné en 1970, est diffusé seulement en 1976 (plus de six ans après sa mort).

## Théâtre à Broadway (intégrale)
- 1940 : Big White Fog (en) de Theodore Ward (en) : un membre de la bande
- 1953 : Camino Real (en) de Tennessee Williams, mise en scène d'Elia Kazan : Gutman
- 1954 : Colombe (Mademoiselle Colombe) de Jean Anouilh, adaptation de Louis Kronenberger (en) : Deschamps
- 1955 : The Skin of Our Teeth (en) de Thornton Wilder, mise en scène d'Alan Schneider : Le président / M. Tremayne / Le juge
- 1955-1956 : A Hatful of Rain de Michael V. Gazzo : John Pope Sr[1].
- 1958 : Jane Eyre, adaptation par Huntington Hartford du rom éponyme de Charlotte Brontë : Richard Mason
- 1960 : Semi-Detached de Patricia Joudry, mise en scène de Charles S. Dubin : Emile Duschene
- 1963 : La Dame aux camélias (The Lady of the Camellias) d'Alexandre Dumas fils, adaptation de Terrence McNally, mise en scène et décors de Franco Zefirelli, costumes de Pierre Cardin et Marcel Escoffier : M. Duval
- 1965 : Le Coin des Amen (en) (The Amen Corner) de James Baldwin : Luke (+ metteur en scène)

## Filmographie partielle

### Cinéma
- 1952 : Le Miracle de Fatima (The Miracle of Our Lady of Fatima) de John Brahm : Arturo dos santos
- 1952 : À feu et à sang (The Cimarron Kid) de Budd Boetticher : Stacey Marshall
- 1952 : Viva Zapata ! d'Elia Kazan : Victoriano Huerta
- 1953 : Fear and Desire de Stanley Kubrick : le sergent Mac
- 1953 : Crin-Blanc d'Albert Lamorisse (film français) : le narrateur (version anglaise)
- 1955 : Le Baiser du tueur (Killer's Kiss) de Stanley Kubrick : Vincent Rapallo
- 1960 : La Diablesse en collant rose (Heller in Pink Tights) de George Cukor : Santis
- 1960 : Commando de destruction (The Mountain Road) de Daniel Mann : le colonel Kwan
- 1962 : Les Révoltés du Bounty (Mutiny on the Bounty) de Lewis Milestone : Minarii

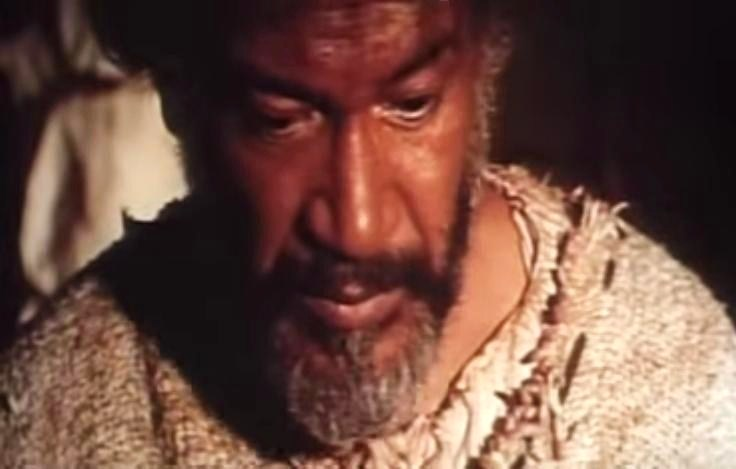
Dans L'Homme de la Sierra (1966)

- 1963 : Le Tumulte (Toys in the Attic) de George Roy Hill : Henry Simpson
- 1965 : La Plus Grande Histoire jamais contée (The Greatest Story Ever Told) de George Stevens et autres : Gaspard
- 1966 : L'Homme de la Sierra (The Appaloosa) de Sidney J. Furie : Ramos
- 1967 : L'Affaire Al Capone (The St. Valentine's Day Massacre) de Roger Corman : Nick Sorello
- 1967 : Hombre de Martin Ritt : le bandit mexicain
- 1968 : Point noir (Uptight) de Jules Dassin : Kyle
- 1968 : L'Homme sauvage (The Stalking Moon) de Robert Mulligan : le major
- 1969 : Che ! de Richard Fleischer : Goatherd
- 1969 : Les Colts des sept mercenaires (Guns of the Magnificent Seven) de Paul Wendkos : Lobero
- 1971 : Valdez (en)  (Valdez Is Coming) d'Edwin Sherin (en) : Diego

### Télévision
Séries
- 1958 : Au nom de la loi (Wanted: Dead or Alive)
  - Saison 1, épisode 13 Le Shérif de Red Rock (Sheriff of Red Rock) de Thomas Carr : le shérif Will Echert
- 1958 : Perry Mason, première série
  - Saison 2, épisode 10 The Case of the Fancy Figures d'Arthur Hiller : Jonathan Hyett
- 1959 : Alfred Hitchcock présente (Alfred Hitchcock Presents)
  - Saison 4, épisode 15 Une affaire personnelle (A Personal Matter) de Paul Henreid : M. Roderiguez
- 1959 : Bat Masterson
  - Saison 1, épisode 36 The Romany Knives : Grasia
- 1960 : Hong Kong
  - Saison unique, épisode 4 Pirate (Freebooter) de Charles F. Haas : Kivori
- 1960 : Les Incorruptibles (The Untouchables)
  - Saison 2, épisode 6 Neutralité dangereuse (A Seat on the Fence) de Walter Grauman : Dino Patrone
- 1961-1964 : Bonanza
  - Saison 2, épisode 20 The Fugitive (1961) de Lewis Allen : El Jefe
  - Saison 5, épisode 29 The Companeros (1964) de William F. Claxton : Mateo Ybarra
- 1962 : La Quatrième Dimension (The Twilight Zone)
  - Saison 3, épisode 27 Personne inconnue (Person or Persons Unknown) de John Brahm : Dr Koslenko
- 1962 : Le Gant de velours (The New Breed)
  - Saison unique, épisode 31 Le Gardien de mon frère (My Brother's Keeper) : John Hernandez
- 1963 : Les Accusés (The Defenders)
  - Saison 2, épisode 25 The Last Illusion de David Greene : Ballin
- 1964 : Suspicion (The Alfred Hitchcock Hour)
  - Saison 3, épisode 4 The Life Work of Juan Diaz de Norman Lloyd : Alejandro
- 1965 : Daniel Boone
  - Saison 1, épisode 27 Daughter of the Devil de Joseph Sargent : Marcel Bouvier
- 1966 : Gunsmoke ou Police des plaines (Gunsmoke ou Marshal Dillon)
  - Saison 11, épisode 16 Death Watch de Mark Rydell : John Drago
- 1966 : Les Espions (I Spy)
  - Saison 1, épisode 24 La Croisade (Crusade to Limbo) de Richard C. Sarafian : Munoz
- 1966 : Commando du désert (The Rat Patrol)
  - Saison 1, épisode 5 The Chain of Death Raid : le chef arabe
- 1966 : Match contre la vie (Run for Your Life)
  - Saison 2, épisode 15 The Shock of Recognition de William Hale : Esteban
- 1967 : Les Mystères de l'Ouest (The Wild Wild West)
  - Saison 3, épisode 5 La Nuit du pur-sang (The Night of Jack O'Diamonds) : El Sordo
- 1967-1970 : Le Grand Chaparral (The High Chaparral)
  - Saisons 1 à 4, 14 épisodes : Don Sebastian Montoya
- 1969 : Docteur Marcus Welby (Marcus Welby, M.D.)
  - Saison 1, épisode 8 The Vrahnas Demon de Richard Benedict : Nick Eugenides
- 1970 : Hawaï police d'État (Hawaii Five-0)
  - Saison 3, épisode 15 Paniolo de Michael O'Herlihy : Frank Kuakua

Téléfilms
- 1968 : The Young Loner de Michael O'Herlihy : Carlos
- 1971 : The Boy from Dead Man's Bayou de Gary Nelson : rôle non spécifié
- 1976 : Perilous Voyage de William A. Graham : le général Salazar

## Note et référence
1. ↑  Ce rôle est repris par Lloyd Nolan dans l'adaptation au cinéma de 1957 sous le même titre original (titre français : Une poignée de neige).